# Metro-Goldwyn-Mayer
Metro-Goldwyn-Mayer (MGM) är ett amerikanskt filmbolag, bildat 1924. Bolagets logotyp är ett rytande lejon och devisen Ars gratia artis (lat. "Konst för konstens egen skull"). Numera är MGM kanske mest känd för filmerna om James Bond som hört till MGM sedan köpet av United Artists 1981.
Under bolagets guldålder gjordes filmer med bland annat Greta Garbo, Joan Crawford, Clark Gable, Katharine Hepburn, Cary Grant, Elizabeth Taylor, James Stewart och Spencer Tracy. Välkända filmer som gjordes av MGM är Drottning Christina (1933), Borta med vinden (1939), Trollkarlen från Oz (1939), En skön historia (1940), Singin' in the Rain (1952), Ben-Hur (1959) och Doktor Zjivago (1965). MGM var känt för sina stora och påkostade musikal-filmer, med bland annat Gene Kelly, Fred Astaire, Judy Garland, Jeanette MacDonald och under ledning av producenten Arthur Freed. Elvis Presley gjorde under sin karriär många filmer för MGM. MGM:s äldre egna filmer från guldåldern och fram till 1986 ägs inte länge av MGM utan av Turner Entertainment.
MGM ägs sedan 2022 av Amazon.

## Historik

### Till 1940-talet

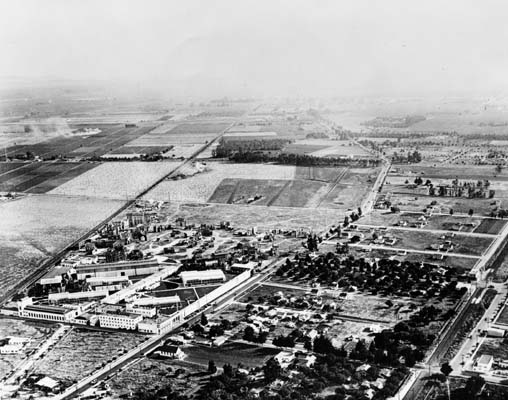
Flygfoto över MGM:s ateljéer i Culver City år 1922.

MGM bildades 1924 genom en sammanslagning av Metro Pictures Corporation, Goldwyn Picture Corporation och Louis B. Mayer Company. Metro Pictures, bildades 1916, men köptes senare av biograf-kedjan Loews, men gick inte så bra ekonomiskt, så Loews kompletterade med att köpa upp även Goldwyn Pictures 1923, för att skapa "Metro-Goldwyn". Loews förvärvade Louis B Mayer Company för att låta Louis B. Mayer bli chef för det nya bolaget, kallat MGM, då även han lyckades få sitt namn med i det nya bolaget.
Välkänd är bolagets logotyp: ett rytande lejon och devisen Ars gratia artis (lat. "Konst för konstens egen skull"). MGM anställde en lång rad filmstjärnor, så många att bolaget trummade ut att man "hade fler stjärnor än det finns på himlen". Detta att filmbolag hade skådespelare, regissörer och manusförfattare anställda (det så kallade studiosystemet) upphörde på 1950- och 1960-talet. Från stumfilmstiden till tiden efter andra världskriget var MGM det största filmbolaget, med det uttalade målet att producera i genomsnitt en långfilm i veckan. Förutom detta gjorde bolaget kortfilmer, dokumentärer, tecknade filmer och serie-filmer, allt för att bland annat förse sina egna biografer med film. 
1924-1948 leddes bolaget framgångsrikt av Louis B. Mayer, till sin hjälp hade han produktionschefen Irving Thalberg (död 1936). Bolaget var ett av de fem stora filmbolagen ("Big Five"), företag som alla kontrollerade filmproduktionen från ax till limpa, med inspelning, distribution, studioanläggningar och även egna biograf-kedjor. Liksom andra bolag i filmbranschen fick MGM runt 1930 gå över till talfilm.

### TV-ålderns genombrott
Televisionens genombrott från 1950-talet hade stor påverkan på MGM, liksom på alla andra filmbolag. MGM:s storhetstid tog slut på 1960-talet, bland annat efter att det blev tvunget att sälja sin biograf-rörelse. MGM krympte drastiskt sin verksamhet under 70-talet, då ägaren Kirk Kerkorian mest satsade på sin hotell-rörelse. Filmbolaget överlät distributionen av sina få filmer till United Artists i USA samt CIC (numera UIP) på den internationella marknaden.

### Senaste decennierna
MGM köpte dock 1981 upp det konkursade United Artists, varmed det kom över rättigheterna till bland annat James Bond-, Rocky- samt Rosa pantern-filmerna plus tusentals andra filmer som "UA" ägde. 
1985 köptes filmbolaget upp av Ted Turner, vars eget bolag var kraftigt skuldsatt och därför tvingades av banken att sälja av hela eller delar av MGM. Turner behöll rättigheterna till de gamla MGM-filmerna och tv-serierna i Turner Entertainment, men sålde under 1986 filmproduktionsverksamheten och återstoden av katalogen (det vill säga United Artists katalog) åter till Kirk Kerkorian. MGM:s gamla filmstudiobyggnader såldes separat till Lorimar.
1990 såldes bolaget på nytt, men efter ett år dömdes nya ägaren för förskingring varefter en bank tog över ägarskapet. Kirk Kerkorian köpte 1996 bolaget en tredje gång, varefter det via nya uppköp av olika filmbolag kom över filmer från bland annat Orion Pictures, Goldwyn Films och Polygram Pictures.
Efter övertagandet av det Sony-ledda konsortiet tog Sony Pictures över distribution av både bio- och videofilmer, men från och med 2006 har MGM självt tagit över distributionen av filmerna i USA, medan 20th Century Fox sköter den internationella videodistributionen.
På 2000-talet har MGM återupplivat både Rocky- och Rosa pantern-filmerna med nyinspelningar.
Företaget ägdes från 2005 av ett konsortium där bland annat Sony, kabel-tv-bolaget Comcast samt ett antal riskkapitalbolag ingår. MGM såldes under 2021 till Amazon, en affär som slutfördes under 2022.

## Filmbiblioteket
MGM äger världens största moderna filmbibliotek. Det består av bland annat MGM-filmer gjorda efter mitten av 1986 med ett stort antal United Artists-filmer (främst efter 1952), Orion-filmer (inklusive AIP och Filmways), filmer gjorda före 1996 från Goldwyn, Embassy-filmer, filmer gjorda av Cannon samt även Polygrams produktioner före 1996. Med sina 4 000 filmer och drygt 10 000 tv-episoder i sin filmkatalog, har MGM numera satsat på dvd-utgivning och ett antal betal-tv-kanaler runtom i världen. Produktionen av nya filmer är numera liten och sporadisk, några samproduktioner av till exempel James Bond-filmerna men MGM distribuerar från och med 2006 ett antal filmer i USA åt några mindre bolag, bland annat The Weinstein Company, Bauer-Martinez Studios, Lakeshore och Kimmel Entertainment.
De gamla MGM-filmerna som släpptes fram till halvåret 1986 ägs däremot inte längre av MGM, utan av Turner Entertainment, som ingår i Warner Bros.

## Animation
Under åren 1938–1958 hade MGM en egen animations-studio, MGM Cartoon Studio, mest känd för att ha skapat Tom & Jerry och Droopy. Ett par år vid slutet av 1960-talet återuppstod studion, nu under namnet MGM Animation/Visual Arts. 1993 upprättades en animationsstudio på nytt - Metro-Goldwyn-Mayer Animation - som bland annat producerade långfilmen Änglahund 2 och TV-serien RoboCop: Alpha Commando, baserad på långfilmen RoboCop.

## Företagets nuvarande struktur
Metro-Goldwyn-Mayers viktigaste dotterbolag är:
- Metro-Goldwyn-Mayer Studios, Inc. (Är den administrativa delen av företaget)
- Metro-Goldwyn-Mayer Pictures, Inc. (Filmproduktionsbolag för lite större filmer, till exempel "James Bond"-serien)
- United Artists Films Inc. (Har varit filmproduktionsbolag för lågbudgetfilmer senaste åren, men skall från och med 2007 med hjälp av Tom Cruise producera storfilmer)
- MGM Television Entertainment Inc. (Producerar tv-serier och tv-filmer, till exempel Stargate SG-1 och The L Word).
- MGM Networks Inc. (Driver ett antal "MGM Film Channel" runt hela världen.
- MGM Distribution Co. (Distribuerar sina egna biograffilmer, men även åt andra bolag, till exempel Weinstein Company)
- MGM Home Entertainment (Har hand om dvd- och VHS-produktion och distribution)
- MGM Music (Handhar den katalog med filmmusik som MGM äger)
- MGM On Stage (Producerar teater och musikal-uppsättningar som bygger på filmer MGM äger rättigheterna till)
- MGM Interactive (Producerar spel som bygger på filmer i MGM:s filmkatalog)